# 近藤治
近藤 治（こんどう おさむ、1939年 - ）は、日本の歴史学者。佛教大学歴史学部歴史学科教授。専門はインド史。

## 略歴
1939年、兵庫県生まれ。1962年京都大学文学部史学科卒業。1966年から1969年までパキスタンのパンジャーブ大学（University of the Punjab）留学。1970年京都大学大学院文学研究科東洋史学専攻博士課程単位取得退学。京都大学から博士（文学）の学位を取得。1996年追手門学院大学文学部講師。のち助教授、教授を経て、佛教大学文学部史学科教授。2010年4月佛教大学歴史学部歴史学科教授。1988年10月から1998年10月まで日本南アジア学会理事。1996年6月から2008年10月まで史学研究会評議員。2000年10月から2004年10月まで再び日本南アジア学会理事。

## 著書

### 単著
- 『インドの歴史』（講談社、1977年）
- 『インド史研究序説』（世界思想社、1996年）
- 『現代南アジア史研究―インド・パキスタン関係の原形と展開』（世界思想社、1998年）
- 『東洋史研究叢刊61　ムガル朝インド史の研究』（京都大学学術出版会、2003年）
- 『東洋人のインド観』（汲古書院、2006年）

### 編著
- 『インド世界―その歴史と文化』（世界思想社、1984年）
- 『アジアの歴史と文化10　南アジア史』（同朋舎、1997年）

### 共著
- （岩村忍・勝藤猛）『世界の歴史19 インドと中近東』（河出書房新社、1990年）
- （歴史教育者協議会）編『知っておきたいインド・南アジア 』（青木書店、1997年）

### 講演・口頭発表等
- 「アブル・ファズルの皇帝観について」（東洋史研究会大会、1999年）
- 「アブル・ファズル自序を読む」（東洋史研究会大会、2003年）
- 「Concept of India at the Time of Akbar」（The Akbar Fourth Centenary International Seminar:Reason and Tolerance in Indian History,Held by Indian Council of Historical Research,New Delhi、2006年）

## 所属学会
- 歴史学研究会
- 東方学会
- 東洋史研究会
- 史学研究会
- 日本南アジア学会
- 西南アジア研究会
- アーユルヴェーダ研究会
- 日本イスラム協会